# Fred Somers
Pour les articles homonymes, voir Somers.
Fred Somers, le 5 janvier 1912 à Drummond, au Nouveau-Brunswick et mort le 17 novembre 1981 est un homme politique canadien.

## Biographie
Il est né d'un père immigrant anglais, Bert Somers, et de Marie Leclerc. Il épouse Sylvie Daigle le 4 juillet 1934. Il est marchand et bûcheron de métier.
Membre du parti progressiste-conservateur, il est élu député de Restigouche à l'Assemblée législative du Nouveau-Brunswick le 22 septembre 1952 puis réélu aux élections suivantes le 18 juin 1956. Il est impliqué dans sa communauté et est président de la Chambre de commerce de sa ville et membre des Chevaliers de Colomb.